# Avenger (Schiff, 1987)
Die USS Avenger (MCM-1) war ein im September 1987 in Dienst gestelltes Minensuchboot der United States Navy und Typschiff der aus 14 Einheiten bestehenden Avenger-Klasse. Bekanntheit erlangte die Avenger vor allem durch ihren Einsatz im Zweiten Golfkrieg. Das Schiff blieb bis September 2014 im aktiven Dienst und wurde anschließend abgewrackt.

## Geschichte
Die Avenger wurde am 29. Juni 1982 als Typschiff der Avenger-Klasse in Auftrag gegeben und am 3. Juni 1983 in der Werft von Peterson Shipbuilders in Sturgeon Bay auf Kiel gelegt. Der Stapellauf erfolgte am 15. Juni 1985. Am 12. September 1987 konnte das Schiff in Dienst gestellt werden. Heimathafen war die Charleston Naval Shipyard.
Direkt nach der Indienststellung der Avenger erfolgten ausgedehnte Tests. Hierzu gehörte ein Schocktest, bei dem eine Bombe in direkter Nähe des Schiffes gezündet wurde. Dies sollte die Stabilität und Belastbarkeit des aus Holz und Glasfaserverstärkter Kunststoff gefertigten Rumpfes testen, der hierbei nur leichte Schäden davontrug.
Als Teil des United States Fleet Forces Command wurde die Avenger nach Ausbruch des Zweiten Golfkriegs 1990 in den Persischen Golf verlegt und nahm dort an den Operationen Desert Shield und Desert Storm teil. Das Schiff war hierbei die am längsten im Einsatz befindliche Einheit der Koalitionsstreitkräfte während des Krieges. Für seinen Einsatz erhielt es die Navy Unit Commendation, die Besatzung wurde mit dem Combat Action Ribbon ausgezeichnet.
1993 wechselte die Avenger ihren Heimathafen zur Naval Station Ingleside im Bundesstaat Texas. In den folgenden Jahren war sie an mehreren Einsätzen beteiligt, darunter 1993 und 1995 im östlichen Atlantik, 1997 und 1999 im Mittelmeer sowie 2001 im Ostpazifik. 2004 nahm das Schiff am multinationalen Militärmanöver RIMPAC teil.
2008 erhielt die Avenger eine grundlegende Modernisierung. Anschließend war sie ab 2009 in San Diego stationiert, ehe sie im Dezember desselben Jahres ihren Heimathafen ein letztes Mal ins japanische Sasebo wechselte. Am 30. September 2014 wurde das Schiff nach 27 Dienstjahren ausgemustert und im November 2014 zum Abbruch an Marine Group Boat Works in San Diego verkauft. Der eigentliche Abbruch erfolgte bei Whillock Contracting in San Diego und war bis Mai 2015 abgeschlossen.